# Amélie Rorty
Amélie Oksenberg Rorty (Bélgica, 20 de mayo de 1932-18 de septiembre de 2020) fue una filósofa estadounidense de origen belga conocida por su trabajo en filosofía de la mente (en particular en las emociones), la historia de la filosofía (especialmente Aristóteles, Spinoza y Descartes) y filosofía moral.

## Carrera
Rorty obtuvo su BA de la Universidad de Chicago en 1951 y los grados de MA y Ph.D. en la Universidad de Yale en 1954 y 1961, respectivamente, así como una maestría en la Universidad de Princeton en antropología. Comenzó su carrera académica en Wheaton College (1957–1961), luego empezó a enseñar en Rutgers (Douglass College) en 1962 y enseñó allí hasta 1988, cuando ya había alcanzado el rango de profesora distinguida. También fue profesora de historia de las ideas (y directora del programa) en la Universidad de Brandeis de 1995 a 2003. De 2008 a 2013 fue profesora visitante en la Universidad de Boston. A partir de 2013 fue profesora visitante en la Universidad de Tufts. También fue profesora en el Departamento de Salud Global y Medicina Social de la Facultad de Medicina de Harvard. Rorty recibió numerosos premios y becas en el transcurso de su carrera: Centro de Estudios Avanzados en Estudios de Comportamiento (1968-1969), King's College, Cambridge (1971-1973), Instituto de Estudios Avanzados (1980-1981), John Simon Guggenheim (1990-1991), Woodrow Wilson Center (1994-1995) y el Centro Nacional de Humanidades (2007-2008). 

### Trabajo
Rorty trabajó principalmente en problemas de psicología moral y educación moral. Estuvo especialmente interesada en las muchas funciones distintivas –y a menudo conflictivas– de la moralidad como práctica social, ya que establece prohibiciones, proyecta ideales, define deberes y caracteriza virtudes. Al explorar el lado oscuro de algunas de las virtudes (coraje en tanto bravuconería, integridad como narcisismo moral, ambivalencia del amor), también analizó las ventajas de la resistencia a las obligaciones de la moral: los beneficios del autoengaño, los atractivos de debilidad moral, la sabiduría de la ambivalencia, la razón oculta de las emociones supuestamente irracionales. Ella abordó muchos de estos temas históricamente (a través de Aristóteles, Spinoza, Hume y Freud) y antropológicamente (proyectando un estudio de exiliados, inmigrantes, refugiados, que absorben por la fuerza un nuevo conjunto de valores "morales"). Durante sus últimos años, trabajó un libro titulado provisionalmente On the Other Hand: The Ethics of Ambivalence (Por otro lado: La ética de la ambivalencia). 
Rorty fue autora de más de 120 artículos académicos y autora o editora de más de una docena de libros académicos de ensayos originales. Publicó una monografía, Mind in Action: Ensayos en filosofía de la mente, en 1988 por  Beacon Press (edición de bolsillo 1991). También editó y contribuyó a Explaining Emotions (University California Press, 1980), Essays on Aristotle's Ethics (University California Press, 1980) y coeditó Essays on Aristotle's De Anima (Oxford, 1992) con Martha Nussbaum. Inició y se desempeñó como editora general de Modern Studies in Philosophy (Doubleday-Anchor) y de Major Thinkers (University of California Press). Otros libros notables que editó incluyen The Many Faces of Evil (Routledge, 2001), The Identities of persons (University California Press, 1976) y The Many Faces of Philosophy (Oxford, 2000). 

## Vida personal
Amélie Oksenberg Rorty fue hija de los judíos polacos, Klara e Israel Oksenberg. Nació en Bélgica y posteriormente emigró con sus padres a Virginia, donde fue criada en una granja. Se matriculó a una edad temprana en la Universidad de Chicago y luego realizó un doctorado en Yale. Se casó con Richard Rorty, un compañero de posgrado. Tuvieron un hijo, Jay, y se divorciaron en 1972. Ella escribió sobre su educación en "Dependencia, individualidad y trabajo" y en "A Philosophic Travelogue", The Dewey Lecture, American Philosophical Association, Proceedings and Addresses, vol. 88, 2014. 

## Premios y becas adicionales
- 1971–1973, miembro del King's College, Cambridge.
- 1984–1985, investigadora asociado visitante, Filosofía, Universidad de Harvard.
- 1980–1981, miembro del Instituto de Estudios Avanzados.
- 1990–1991, John Simon Guggenheim Fellow.
- 1994-1995, miembro del Centro Woodrow Wilson.
- 2001–2002, distinguida mujer filósofa del año, Sociedad de Mujeres en Filosofía.
- 2007–2008, miembro del Centro Nacional de Humanidades.